# بجایه
بجایه (به عربی: بجایة امازیغی فجایث) شهری در استان بجایه واقع در کشور الجزایر است که در سال ۱۹۹۸ میلادی ۱۴۷٫۰۷۶ نفر جمعیت داشته و جمعیت آن در سال ۲۰۰۵ میلادی به ۱۸۲٫۱۳۱ نفر رسیده‌است.